# レディ・カロライン
『レディ・カロライン』（Lady Caroline Lamb）は1972年のイギリスの叙事ロマンティックドラマ映画。小説家ジョージ・ゴードン・バイロンの恋人として知られる政治家ウィリアム・ラムの妻であるキャロライン・ラムの生涯を描いた映画である。
ロバート・ボルトの唯一の脚本、監督作品。ボルトの妻サラ・マイルズが主演している。

## キャスト
| 役名                         | 俳優                     | 日本語吹替                                 |
| 役名                         | 俳優                     | テレビ朝日版                               |
| ---------------------------- | ------------------------ | ------------------------------------------ |
| キャロライン・ラム           | サラ・マイルズ           | 藤田淑子                                   |
| ウィリアム・ラム             | ジョン・フィンチ         | 樋浦勉                                     |
| ジョージ・ゴードン・バイロン | リチャード・チェンバレン | 津嘉山正種                                 |
| メルバーン夫人               | マーガレット・レイトン   | 寺島信子                                   |
| ジョージ・カニング           | ジョン・ミルズ           | 平林尚三                                   |
| アーサー・ウェルズリー       | ローレンス・オリヴィエ   | 岸野一彦                                   |
| ジョージ4世                  | ラルフ・リチャードソン   | 加藤正之                                   |
| 不明 その他                  |                          | 高村章子 伊井篤史 大塚芳忠 小滝進 榊原良子 |
|                              |                          |                                            |
| 演出                         | 演出                     | 河村常平                                   |
| 翻訳                         | 翻訳                     | 井場洋子                                   |
| 効果                         | 効果                     | TFC                                        |
| 調整                         | 調整                     | 前田仁信                                   |
| 制作                         | 制作                     | 東北新社                                   |
| 解説                         |                          |                                            |
| 初回放送                     | 初回放送                 | 1982年4月3日 『ウィークエンドシアター』    |